# Naso (famiglia)
I Naso o Nasi sono un'antica famiglia nobile siciliana di origine fiorentina.

## Storia
Lo storico Filadelfo Mugnos sostiene che questa famiglia sia di chiarissima ed antica nobiltà, volendola originaria di Firenze e portata in Sicilia da un Giovanni de Naso che, al seguito di re Federico II di Aragona, si era fermato a Messina.

### Il ramo messinese
Roberto, figlio di Giovanni, ottenne da re Federico IV di Sicilia il casale di Santo Stefano di Briga nel 1365. Dal ramo messinese vennero vari illustri personaggi, tra i quali ricordiamo un Francesco barone di Santo Stefano di Briga nel 1416, un Raineri che fu senatore di Messina nel 1417 e nel 1450, un Giovanni e un Antonio che furono cavalieri dell'Ordine di Malta nel 1464; ricordiamo un altro Francesco che fu giudice prima della Corte Straticotiale di Messina nel 1474 e poi della Gran Corte nel 1475. A Messina ebbero poi la carica di senatori un Nicolò nel 1489-1499 e un Mariano prima nel 1514, poi nel 1526 e nel 1529, ed quindi nel 1544; un Pietro tenne infine nel 1503 la carica di giudice della Gran Corte, e quella di avvocato fiscale nel 1513.

### Il ramo trapanese
Un altro ramo della famiglia fiorì nella città di Trapani portato dal messinese Roberto de Naso: Ludovico di Sicilia assegnò nel 1349 a detto Roberto, un medico, una delle diverse Saline di Trapani, denominata Salinagrande, «sub certo militari servicio» e a costui affidò, nel 1352, delicati incarichi concedendogli inoltre come vitalizio 100 onze di reddito, di cui 50 sulle gabelle gravanti sulle pelli dorate e sui frutti spettanti alla secrezia di Palermo e altre 50 onze sui frutti spettanti alla secrezia di Messina. Dato che nel 1355 era morto Lopez de Boria, al quale erano state infeudate le Saline, Federico IV di Sicilia riassegnava dette Saline a Roberto Naso ed ai suoi eredi dietro l'obbligo di prestare servizio militare con un cavallo armato. Dal momento che il barone Roberto aveva tradito il sovrano, quest'ultimo, il 5 maggio 1357 gli confiscò le Saline che furono concesse, con diritto di revoca, al giudice Bartolomeo Altavilla, e il casale di Santo Stefano di Briga; ritornato tuttavia fedele alla corona, il barone Roberto vide nuovamente confermati a sé ed ai suoi eredi le Saline ed il casale il 2 settembre 1371 e nuovamente concessi il reddito annuo di 50 onze sull'ufficio della secrezia di Messina e il reddito di 50 onze annue sulla gabella sulle pelli dorate e sui frutti spettanti alla secrezia di Palermo.

Dopo la morte del barone Roberto, il 28 dicembre 1372 i proventi della gabella del biscotto e del sale, concessi da Ludovico di Sicilia, furono confermati dal re Federico IV di Sicilia ai suoi eredi.

Del ramo trapanese si distinguono un Berto che tenne nel 1403 la carica di senatore di Trapani, un Nicolò che ebbe l'incarico di  capitano di giustizia in detta città prima nel 1404-1405 e poi nel 1419-1420 e fu forse lo stesso che tenne la detta carica in Salemi nel 1406, un Matteo, barone della Salina Grande, che fu capitano di giustizia di Trapani nel 1469-1470, un altro Berto che tenne la medesima carica nel 1482, un Giovanni che fu senatore in Trapani nel 1603 ed un Eustachio infine che tenne la carica di giurato di Marsala nel 1643-1644.

La famiglia fiorì anche in Malta e nell'isola di Gozo.

### Il contributo nella rivolta del 1516
A seguito della rivolta di Gian Luca Squarcialupo che era scoppiata a Palermo nel 1516 contro il viceré Ugo di Moncada, si erano susseguiti vari disordini in tutta l'isola: a Trapani, i de Naso si erano schierati con Simone Sanclemente, barone di Inici, loro parente, per osteggiare i Fardella che furono in un primo momento costretti ad abbandonare la città e con i quali giunsero a firmare la pace solo nel 1550 dopo trentacinque anni di disordini.

## Arma
Arma: d'oro, con un leone di nero mirante i raggi di un sole orizzontale a destra;
Arma del ramo di Messina: di rosso, con un leone d'oro, ed una sbarra di azzurro attraversante sul tutto.